# Arshad Nadeem
Arshad Nadeem (in urdu ارشد ندی‎?; Mian Channu, 2 gennaio 1997) è un giavellottista pakistano.

## Biografia
Nadeem debutta internazionalmente nel 2016, prendendo parte sia ai Mondiali under 20 di Polonia che vincendo una medaglia di bronzo ai Giochi dell'Asia meridionale in India.
Entrato a tutti gli effetti nella squadra seniores, nella sua carriera Nadeem ha vinto una medaglia di bronzo ai Giochi asiatici 2018 in Indonesia a cui è seguita la qualificazione nel 2019 come unico atleta del Pakistan ai Mondiali in Qatar. Nel dicembre dello stesso anno ha migliorato il record nazionale del lancio del giavellotto, vincendo i Giochi dell'Asia meridionale in Nepal e assicuratosi un posto ai Giochi olimpici di Tokyo 2020.
Dopo aver vinto i Giochi del Commonwealth nel 2022, l'anno successivo conquista la sua prima medaglia mondiale, vincendo l'argento a Budapest e arrivando alle spalle soltanto dell'indiano Neeraj Chopra. Nel 2024 ottiene la medaglia d'oro ai Giochi olimpici di Parigi 2024, siglando il nuovo record olimpico con la misura di 92,97 metri, diventando il primo atleta pakistano della storia della manifestazione a vincere una medaglia d'oro in una gara individuale.

## Palmarès
| Anno | Manifestazione                    | Sede        | Evento                 | Risultato | Prestazione | Note                                              |
| ---- | --------------------------------- | ----------- | ---------------------- | --------- | ----------- | ------------------------------------------------- |
| 2016 | Giochi dell'Asia meridionale      | Guwahati    | Lancio del giavellotto | Bronzo    | 78,33 m     |                                                   |
| 2016 | Campionati asiatici U20           | Ho Chi Minh | Lancio del giavellotto | Bronzo    | 73,40 m     |                                                   |
| 2016 | Mondiali U20                      | Bydgoszcz   | Lancio del giavellotto | 30º (q)   | 67,17 m     |                                                   |
| 2017 | Giochi della solidarietà islamica | Baku        | Lancio del giavellotto | Bronzo    | 76,33 m     |                                                   |
| 2017 | Campionati asiatici               | Bhubaneswar | Lancio del giavellotto | 7º        | 78,00 m     |                                                   |
| 2018 | Giochi del Commonwealth           | Gold Coast  | Lancio del giavellotto | 8º        | 76,02 m     |                                                   |
| 2018 | Giochi asiatici                   | Giacarta    | Lancio del giavellotto | Bronzo    | 80,75 m     |                                                   |
| 2019 | Campionati asiatici               | Doha        | Lancio del giavellotto | 6º        | 78,55 m     | Miglior prestazione personale stagionale          |
| 2019 | Mondiali                          | Doha        | Lancio del giavellotto | 16º (q)   | 81,52 m     | Record nazionale                                  |
| 2019 | Giochi dell'Asia meridionale      | Katmandu    | Lancio del giavellotto | Oro       | 86,29 m     | Record nazionale                                  |
| 2021 | Giochi olimpici                   | Tokyo       | Lancio del giavellotto | 5º        | 84,62 m     |                                                   |
| 2022 | Mondiali                          | Eugene      | Lancio del giavellotto | 5º        | 86,16 m     | Miglior prestazione personale stagionale          |
| 2022 | Giochi del Commonwealth           | Birmingham  | Lancio del giavellotto | Oro       | 90,18 m     | Record dei Giochi · Miglior prestazione personale |
| 2023 | Mondiali                          | Budapest    | Lancio del giavellotto | Argento   | 87,82 m     | Miglior prestazione personale stagionale          |
| 2024 | Giochi olimpici                   | Parigi      | Lancio del giavellotto | Oro       | 92,97 m     | Record olimpico                                   |